# Pseudotriccus
Genre
Pseudotriccus est un genre de passereaux de la famille des Tyrannidés. Il se trouve à l'état naturel dans le Nord de l'Amérique du Sud,, et au Panama.

## Liste des espèces
Selon la classification de référence du Congrès ornithologique international (version 9.1, 2019) :
- Pseudotriccus pelzelni Taczanowski & von Berlepsch, 1885 — Microtyran bronzé, Tyranneau bronzé
  - Pseudotriccus pelzelni berlepschi Nelson, 1913
  - Pseudotriccus pelzelni annectens (Salvadori & Festa, 1899)
  - Pseudotriccus pelzelni pelzelni Taczanowski & von Berlepsch, 1885
  - Pseudotriccus pelzelni peruvianus Bond, 1947
- Pseudotriccus simplex (von Berlepsch, 1901) — Microtyran à front brun, Tyranneau à front brun
- Pseudotriccus ruficeps (Lafresnaye, 1843) — Microtyran à tête rousse, Tyranneau à tête rousse